# 子ネコに首ったけ
『子ネコに首ったけ』（Feed the Kitty、1952年2月2日）は、アメリカ合衆国の映画会社ワーナー・ブラザースの短編アニメシリーズ「メリー・メロディーズ」の作品である。

## 製作スタッフ
- 監督：チャック・ジョーンズ
- 製作総指揮：エディ・セルツァー
- 音楽：カール・スターリング
- アニメーション製作：ロイド・ボーギャン、ケン・ハリス、ベン・ウァーシャム、フィル・モンロー
- 脚本：マイケル・マルティーズ
- レイアウト：ロバート・グリブローク
- 背景画：フィリップ・デュガード

## 日本でのテレビ放映
カートゥーン ネットワークの「バッグス・バニー ショー」で放送。